# 符幹

音符の部位

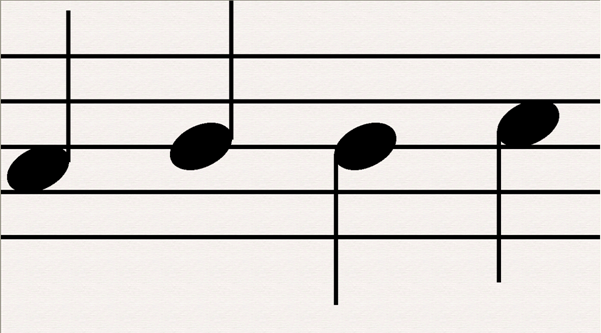
符頭が中央線上にある符幹は、上を向いたり下を向いたりする。一般的にはこの線より低い位置にあるときは符幹は上向き、高い位置にあるときは下向きである。

符幹（ふかん、英語：stem）は「符頭に直接つながっている細い垂直線」である。上を向いていることもあれば下を向いていることもある。違う向きを向いた符幹は同じ五線譜に書かれたポリフォニック音楽の声部を示す。1つの声部内では通常、中央線上の音符もしくはそれより上の音符は符幹が下を向き、下の音符では上を向く。符幹が符頭から上を向いている場合、符頭の右から出るが、下を向いている場合、符頭の左から出る。このルールには例外がある。和音に2度が含まれる場合、符幹は2つの音符の間を通り、高い方の音符を符幹の右側に、低い方の音符を左側に配置する。和音に奇数個の音符の集まりが2度間隔で含まれている（C, D, Eなど）場合、外側の2つは符幹の正しい側になるが、中間の音符は間違った側になる。
符幹の長さは五線譜上の1オクターブの長さが良く、符幹がどの方向を向いているかにより符頭より1オクターブ高いもしくは低いオクターブになる。符頭が五線譜の中央線から1オクターブ以上離れた加線上にある場合、符幹は中央線に触れるように延びる。2つのパートが同じ五線譜上に書かれるポリフォニック音楽では、音楽を視覚的に五線譜中央に保つために通常符幹は短くなる。
符幹はリズムやその他の演奏方法を変更するために様々な方法で変更することができる。例えば、符幹に斜線が入っている音符はトレモロで演奏される。